# ريهي سانو
ريهي سانو (佐野 理 平) (ولد 21 سبتمبر 1912-26 مارس 1992) هو لاعب كرة قدم ياباني سابق، شارك في دورة الألعاب الاولمبية الصيفية للعام 1936 في برلين.

## روابط خارجية
1. ↑  "معلومات عن ريهي سانو على موقع sports-reference.com". sports-reference.com. مؤرشف من الأصل في 2017-08-31.
2. ↑  "معلومات عن ريهي سانو على موقع national-football-teams.com". national-football-teams.com. مؤرشف من الأصل في 2016-03-06.
3. ↑  "معلومات عن ريهي سانو على موقع static.fifa.com". static.fifa.com. مؤرشف من الأصل في 2019-05-05.

- ريهي سانو على موقع الاتحاد الدولي (مؤرشف)  (الإنجليزية)
- ريهي سانو على موقع ناشيونال فوتبول تيمز (الإنجليزية)
- ريهي سانو على موقع عالم كرة القدم.نت (الإنجليزية)
- ريهي سانو على موقع أوليمبيديا (الإنجليزية)